# Kenyai labdarúgó-bajnokság (első osztály)
Az 1963-ban alapított Kenyan Premier League (KPL) a kenyai labdarúgás legmagasabb divíziója.
A 2015-ös kiírástól 16 csapat érdekelt a bajnokságban és kétszer játszanak egymással a szezon során, amely általában februártól októberig tart.
A szezon végén az első helyezett jogot szerez a Bajnokok Ligája szereplésre, az utolsó két helyezett pedig helyet cserél a másodosztály két legjobb együttesével.

## A 2014-2015-ös bajnokság csapatai
| Csapat          | Alapítás éve | Város    | Stadion                 | Férőhely |
| --------------- | ------------ | -------- | ----------------------- | -------- |
| AFC Leopards    | 1964         | Nairobi  | Nyayo National          | 0        |
| Bandari         | 1985         | Mombasa  | Mombasa Municipal       | 0        |
| Chemelil Sugar  | 1968         | Chemelil | Chemelil Sports Complex | 0        |
| City Stars      | 2009         | Nairobi  | Hope Centre             | 0        |
| Gor Mahia       | 1968         | Nairobi  | Nairobi City            | 0        |
| KCB             | 1993         | Nairobi  | Nairobi City            | 0        |
| Mathare United  | 1994         | Nairobi  | Kasarani                | 0        |
| Muhoroni Youth  | 2003         | Muhoroni | Muhoroni                | 0        |
| Nakuru AllStars | 1961         | Nakuru   | Afraha                  | 0        |
| Sofapaka        | 2002         | Nairobi  | Nyayo National          | 0        |
| Sony Sugar      | 1982         | Awendo   | Green                   | 0        |
| Thika United    | 2000         | Thika    | Thika Municipal         | 0        |
| Tusker          | 1969         | Nairobi  | Kasarani                | 0        |
| Ulinzi Stars    | 1995         | Nakuru   | Afraha                  | 0        |
| Ushuru          | 1980         | Nairobi  | Public Service Grounds  | 0        |
| Western Stima   | 1997         | Chemelil | Bukhungu                | 0        |

## Bajnokcsapatok
| - 1963 : Nakuru AllStars - 1964 : Luo Union - 1965 : Feisal - 1966 : Abaluhya - 1967 : Abaluhya FC - 1968 : Gor Mahia - 1969 : Nakuru All-Stars - 1970 : Abaluhya FC - 1971 : nem rendezték meg - 1972 : Kenya Breweries - 1973 : Abaluhya FC - 1974 : Gor Mahia - 1975 : Luo Union - 1976 : Gor Mahia - 1977 : Kenya Breweries - 1978 : Kenya Breweries - 1979 : Gor Mahia - 1980 : AFC Leopards | - 1981 : AFC Leopards - 1982 : AFC Leopards - 1983 : Gor Mahia - 1984 : Gor Mahia - 1985 : Gor Mahia - 1986 : AFC Leopards - 1987 : Gor Mahia - 1988 : AFC Leopards - 1989 : AFC Leopards - 1990 : Gor Mahia - 1991 : Gor Mahia - 1992 : AFC Leopards - 1993 : Gor Mahia - 1994 : Kenya Breweries - 1995 : Gor Mahia - 1996 : Kenya Breweries - 1997 : Utalii - 1998 : AFC Leopards | - 1999 : Tusker - 2000 : Tusker - 2001 : Oserian - 2002 : Oserian - 2003 : Ulinzi Stars - 2004 : Ulinzi Stars - 2005 : Ulinzi Stars - 2006 : Sony Sugar - 2007 : Tusker - 2008 : Mathare United - 2009 : Sofapaka - 2010 : Ulinzi Stars - 2011 : Tusker - 2012 : Tusker - 2013 : Gor Mahia - 2014 : Gor Mahia - 2015 : Gor Mahia - 2016 : Tusker - 2017 : Gor Mahia - 2018 : Gor Mahia |  |

Forrás: RSSSF - Kenya - List of champions

## A legsikeresebb klubok
| Klubcsapat                   | Bajnok |
| ---------------------------- | ------ |
| Gor Mahia (+ Luo Union)      | 17     |
| AFC Leopards (+ Abaluhya FC) | 12     |
| Tusker (+ Kenya Breweries)   | 11     |
| Ulinzi Stars                 | 4      |
| Oserian                      | 2      |
| Nakuru AllStars              | 2      |
| Sofapaka                     | 1      |
| Utalii                       | 1      |
| Sony Sugar                   | 1      |
| Mathare United               | 1      |
| Feisal                       | 1      |

## Gólkirályok
| Év   | Játékos            | Csapat                | Gól |
| ---- | ------------------ | --------------------- | --- |
| 1976 | Maurice Ochieng    | Gor Mahia             | 26  |
| 2008 | Francis Ouma       | Mathare United        | 15  |
| 2009 | John Baraza        | Sofapaka              | 15  |
| 2009 | Emeka Joseph       | Tusker                | 15  |
| 2010 | John Baraza        | Sofapaka              | 15  |
| 2011 | Hugo Nzangu        | Sony Sugar            | 10  |
| 2012 | John Baraza        | Sofapaka              | 18  |
| 2013 | Jacob Keli         | Kenya Commercial Bank | 17  |
| 2014 | Dan Sserunkuma     | Gor Mahia             | 18  |
| 2015 | Jesse Were         | Tusker                | 19  |
| 2016 | John Mark Makwatta | Ulinzi Stars          | 15  |
| 2017 | Masoud Juma        | Kariobangi Sharks     | 17  |

## Külső hivatkozások
- Statisztika az RSSSF honlapján
- Hivatalos honlap
- goal.com
- FIFA.com Archiválva 2015. március 16-i dátummal az Archive.is-en